# Alastuey
Alastuey es una localidad de la Jacetania, en la provincia aragonesa de Huesca. 
Se trata de un reducido caserío de origen medieval integrado en el municipio de Bailo. Situado en las estribaciones occidentales de la Sierra de San Juan de la Peña en un cerro a 826 m de altitud y organizado en torno a una plaza con un pozo comunal convertido en fuente. 
La fiesta mayor se celebra el 29 de septiembre, festividad de San Miguel. En torno al 15 de junio participa en la romería a la Virgen de la Peña.

## Toponimia
Aparece citado en la documentación histórica a partir de 987 como Alastuey, Alastue y Alastus.

## Historia
En 1090 el rey Sancho Ramírez (Sancho I de Aragón y V de Pamplona) concedió los derechos eclesiásticos de la villa al cabildo de Jaca y los tributos reales al monasterio de San Juan de la Peña.
Antes de acceder al trono, Alfonso el Batallador, ocupó el cargo de tenente de Bailo, una de las villas establecidas como sede regia. 

## Geografía humana

### Demografía
| Gráfica de evolución demográfica de Alastuey entre 1842 y 1860 |
| |
| Población de derecho según los censos de población del INE Población de hecho según los censos de población del INEEn este censo se denominaba Alastruey: 1842 Entre el censo de 1857 y el anterior, crece el término del municipio porque incorpora a 22518 (Arbués) Entre el censo de 1877 y el anterior, este municipio desaparece porque cambia de nombre y aparece como el municipio 22518 (Arbués) |

## Monumentos
Destaca la iglesia de San Miguel de Alastuey, en origen un templo románico de una nave, ábside semicircular y torre-campanario, construida a finales del siglo XII, de piedra sillar y con la característica moldura ajedrezada jaquesa como decoración. Hay que buscar los restos de esta primera construcción en la fachada sur, el ábside, el arranque de la torre y la antigua portada, tapiada en la actualidad. En el siglo XVII fue ampliada por los pies y se añadió una nave más estrecha al norte, a la vez que se cubría con bóvedas de cañón con lunetos y la torre era agrandada. Probablemente, se cegó entonces la portada meridional románica y se abrió una segunda portada más sobria, coronada por el releve del Agnus Dei, símbolo del Real Monasterio de San Juan de la Peña.  
Entre los retablos de la iglesia destacan el mayor, obra de Melchor de la Ruesta (1693) con columnas salomónicas y gran lienzo central de San Miguel. El retablo de san Bartolomé procede de la ermita que se encontraba cerca de la población.